# Youssef El Fahli
Youssef El Fahli (en arabe : يوسف الفحلي), né le 27 avril 1997 au Maroc, est un footballeur marocain. Il évolue au poste d'attaquant à la FAR Rabat en Botola Pro.

## Biographie

### En club
En 2019, il atteint la finale de la Coupe du Maroc avec le Hassania d'Agadir contre le Tihad AS (défaite, 2-1).
Le 5 mai 2021, il est éliminé en quarts de finales de la Coupe du Maroc, après une défaite de 2-0 contre le Raja de Béni Mellal, club évoluant en D2 marocaine.
Le 20 mai 2022, il remporte la Coupe de la confédération après avoir remporté la finale sur une séance de tirs au but face à l'Orlando Pirates FC (match nul, 1-1). Le 28 juillet 2022, il bat le Wydad Casablanca sur séance de penaltys à l'occasion de la finale de la Coupe du Maroc au Stade Mohammed-V (match nul, 0-0). Le 10 septembre 2022, il entre en jeu à la 76ème minute à la place de Chadrack Muzungu sous son nouvel entraîneur Abdelhak Benchikha à l'occasion de la finale de la Supercoupe de la CAF face au Wydad Athletic Club. Le match se solde sur une victoire de 0-2 au Complexe sportif Moulay-Abdallah.

### Carrière internationale
Le 18 août 2019, il est présélectionné par Patrice Beaumelle avec le Maroc olympique pour une double confrontation contre l'équipe du Mali olympique comptant pour les qualifications à la Coupe d'Afrique des moins de 23 ans.

## Palmarès

### En club
HUS Agadir
- Coupe du Trône :
  - Finaliste : 2019

 RS Berkane
- Coupe de la confédération (1) :
  - Vainqueur : 2022
  - Finaliste : 2024
- Coupe du Trône (2) :
  - Vainqueur : 2021 et 2022.
- Supercoupe de la CAF (1) :
  - Vainqueur : 2022

### Distinctions personnelles
- Membre d'équipe-type du Championnat du Maroc 2021-2022
- Meilleur buteur du championnat de la saison 2024-2025 avec 11 buts.